# John Irvin Gregg
John Irvin Gregg (19 juillet 1826 - 6 janvier 1892) est un officier de carrière de l'armée américaine. Il combat lors de la guerre américano-mexicaine et au cours de la guerre de Sécession, comme un officier général de l'armée de l'Union.

## Avant la guerre
John Irvin Gregg naît à Bellefonte, en Pennsylvanie, petit-fils d'Andrew Gregg (un sénateur des États-Unis de Pennsylvanie) et cousin du futur général de l'Union de David McMurtrie Gregg. Il est également lié au gouverneur de Pennsylvanie, Andrew Gregg Curtin. Gregg sert dans les « Gardes de Centre » une unité de la milice du comté de Centre, en tant que lieutenant.
Au cours de la guerre américano-mexicaine, il s'engage comme soldat dans le 2nd Pennsylvania Infantry le 29 décembre 1846, et est libéré du service des volontaires le 6 mai 1847. Il reçoit ensuite des promotions de premier lieutenant le 18 février et  de capitaine le 5 septembre, tous deux dans le 11th U.S. Infantry, servant comme officier de recrutement. Il est démobilisé le 14 août 1848.
Il entre ensuite dans l'industrie du fer, avec l'entreprise Irvin, Gregg & Co., détenue par des membres de la famille. Il épouse Harriet Marr, la fille d'un pasteur presbytérien et instituteur local. Ils ont deux fils, Irvin et Robert.

## Guerre de Sécession
Lorsque la guerre de Sécession éclate, Gregg obtient une commission de capitaine dans le 3rd U.S. Cavalry, le 14 mai 1861. Il rejoint ensuite rejoint l'armée des volontaires, en juin en tant que capitaine du 5th Pennsylvania Reserve. Il est élu colonel du régiment, le 20 juin 1861 et démissionne le lendemain pour accepter une commission dans l'armée régulière en tant que capitaine du 6th U.S. Cavalry. Le 14 novembre 1862, Gregg est promu colonel du 16th Pennsylvania Cavalry. Il commande ensuite plusieurs brigades de cavalerie dans les diverses réorganisations de l'armée du Potomac. Il mène la troisième brigade dans les batailles de Chancellorsville et Gettysburg, dans une division commandée par son cousin David Gregg.
En octobre 1863, il obtient un autre brevet de lieutenant-colonel dans l'armée régulière pour la bataille de Sulphur Springs. Il est blessé lors de la seconde bataille de Deep Bottom et remporte de nouveau un brevet de colonel dans l'armée régulière le 7 octobre 1864. Le 12 décembre 1864, le président Abraham Lincoln propose Gregg pour la nomination à un brevet de brigadier général des volontaires avec une date de prise de rang au 1er août 1864, pour service valeureux et méritoire dans l'engagement et les défenses de Richmond sur la Brock Turnpike et à la bataille de Trevilian Station et le sénat des États-Unis confirme la nomination, le 20 février 1865.
Gregg commande brièvement le corps de cavalerie de l'armée du Potomac du 10 février 1865 au 24 février 1865. Le 7 avril 1865, Gregg est légèrement blessé lors de la bataille de Sayler's Creek, est capturé le lendemain au nord de Farmville, en Virginie, et est libéré deux jours plus tard. Gregg quitte le service des volontaires le 11 août 1865.
Le 13 janvier 1866, le président Andrew Johnson propose Gregg pour la nomination au brevet de major général de volontaires avec une date de prise de rang au 13 mars 1865 et le sénat américain confirme la nomination, le 12 mars 1866. Le 17 juillet 1866, le président Johnson propose Gregg pour la nomination au brevet de brigadier général dans l'armée régulière, avec une date de prise de rang au 13 mars 1865 et le sénat américain confirme la nomination, le 23 juillet 1866.

## Après la guerre
Après la fin des hostilités, Gregg reste dans l'armée. Il est nommé colonel du 8th U.S. Cavalry le 28 juillet 1866, un poste que son cousin David McMurtrie Gregg voulait. Il part ensuite servir au camp Whipple dans le territoire de l'Arizona. Il mène une série d'expéditions contre les Indiens dans le désert de Mojave. Il est envoyé dans le territoire du Nouveau-Mexique, où il commande le fort Union de 1870 à 1872, et mène des efforts dans la région pour poursuivre et soumettre les Apaches. En 1872, il mène une expédition de relevé et de cartographie du Texas Panhandle.
Gregg prend sa retraite du service actif le 2 avril 1879. Il meurt à Washington, D.C., et est enterré dans le cimetière national d'Arlington, en Virginie.

### Articles
- Liste des généraux de l'Union